# Rianne Mol
Rianne Mol (* 2. Mai 1990 in Halfweg) ist eine niederländische Handballspielerin im Hallen- und Beachhandball. Im Beachhandball ist sie wie ihre jüngere Schwester Krista Mol niederländische Nationalspielerin.

## Hallenhandball
Rianne Mol spielt für den Verein SV Westsite aus Amsterdam in der Eerste divisie, der zweiten niederländischen Liga.

## Beachhandball
Auch im Beachhandball spielt Mol als Verteidigerin für den SV Westsite, der hier zu den niederländischen Spitzenmannschaften zählt. 2017 und 2018 war Mol mit der Mannschaft niederländische Meisterin.
Erste internationale Meisterschaft für Mol waren die Europameisterschaften  2015 in Lloret de Mar. Nach einem Sieg gegen die Außenseiter aus Montenegro verloren die Niederländerinnen knapp im Shootout gegen Norwegen. Es folgte ein Sieg über die Spitzenmannschaft Kroatien, eine Niederlage gegen die Ukraine sowie zum Abschluss der Vorrunde zwei Siegen gegen Spanien und Schweden. Als Gruppendritte zogen die Niederländerinnen in die Hauptrunde ein, wo Russland und Polen geschlagen wurden. Als Gruppenerste zogen sie damit in das Viertelfinale ein. Dort unterlagen sie im Shootout Italien. Die weiteren beiden Platzierungsspiele gegen Russland und Polen wurden gewonnen und verloren, damit schlossen die Niederländerinnen die EM als Siebte ab. Mol kam in allen Spielen zum Einsatz und erzielte vier Punkte, alle im ersten Spiel gegen Montenegro. Gegen Spanien musste sie aufgrund einer zweiten Zeitstrafe das Spiel vorzeitig beenden.
2017 nahm Mol am Jarun-See bei Zagreb erneut an Europameisterschaften teil. Das niederländische Team startete mit einem überzeugenden Sieg gegen Deutschland in das Turnier und gewann gegen Dänemark, Russland und Ungarn auch alle weiteren Spiele ihrer Vorrunde und zogen als Gruppenerste in die Hauptrunde. Auch dort wurden alle vier Spiele gegen Italien, Frankreich, Griechenland und Norwegen gewonnen. Abgesehen von den beiden letzten Spielen waren alle Siege im Turnier bis dahin Zweisatz-Siege ohne Shootout. Ungeschlagen zogen die Niederländerinnen damit in das Viertelfinale gegen die Vierten der zweiten Hauptrunde, Polen, ein, und unterlagen diesen nach einem noch klar gewonnenen ersten Durchgang nach einem verlorenen zweiten Satz im Shootout. Danach verloren die Niederländerinnen auch die beiden folgende Platzierungsspiele nach zwei jeweils engen Sätzen im Shootout gegen Griechenland und Frankreich. Am Ende wurden die Niederländerinnen trotz des perfekten Starts nur Achte. Erneut kam Mol in allen Spielen zum Einsatz und erzielte einen Punkt im Spiel gegen Italien.

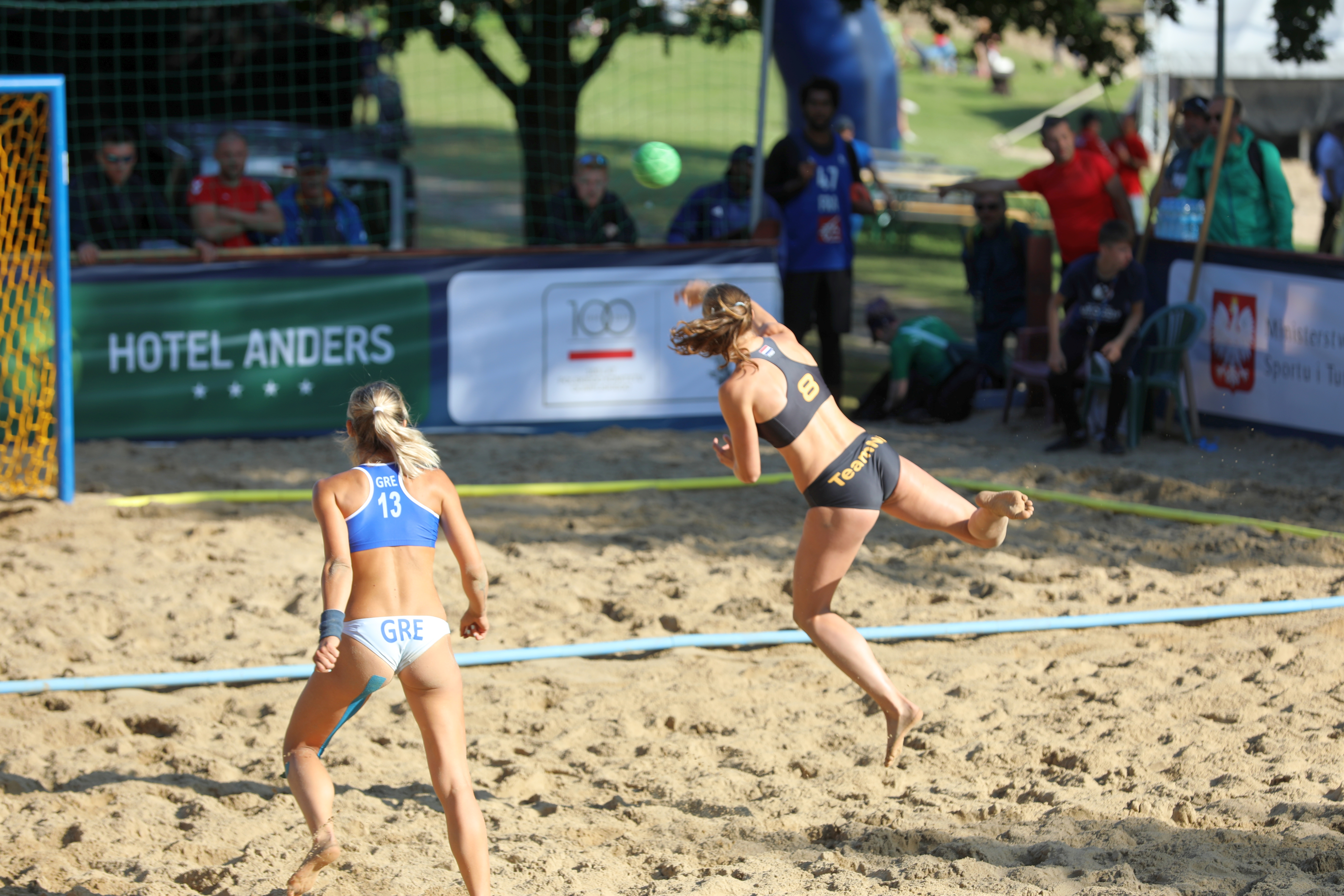
Mol trifft zum entscheidenden Punkt im Viertelfinalspiel gegen Griechenland (Dafina Dimitri) bei der EM 2019

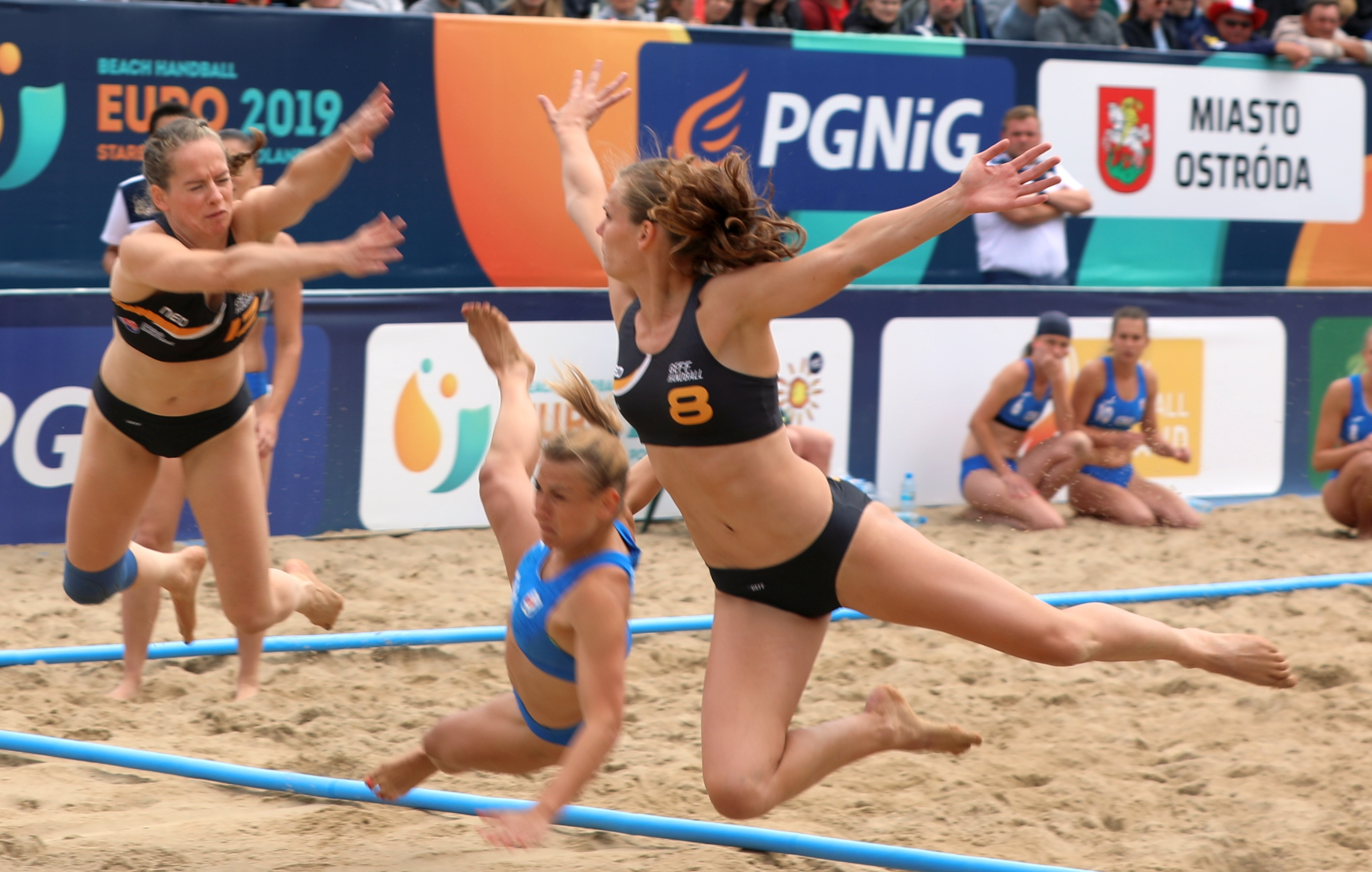
Mol (rechts) und Daniëlle Rozing (links) verteidigen gegen Kristina Smiljanić im Spiel um die Bronzemedaille bei der EM 2019

Die Europameisterschaften 2019 in Stare Jabłonki, Polen, sollten besser verlaufen und den bis dahin größten Erfolg einer weiblichen Nationalmannschaft der Niederlande bei Europameisterschaften mit sich bringen, wobei Rianne Mol Spielführerin der Mannschaft war. Mit Anna Buter und Marit van Ede in der Offensive, Amber van der Meij in der Defensive und Lisanne Bakker als Torhüterin verstärkte sich die erfahrene Mannschaft mit jungen Spielerinnen, die im Herbst zuvor erfolgreich bei den Olympischen Jugend-Sommerspiele 2018 in Buenos Aires gespielt hatten und als Viertplatzierte nur knapp eine Medaille verpasst hatten. In der Vorrunde besiegten die Niederländerinnen zunächst Rumänien und die Türkei. Gegen Kroatien wurde im Shootout verloren. Es folgte ein Sieg im Shootout über Norwegen. Hinter Norwegen zogen die „Oranjes“ als Zweitplatzierte ihrer Vorrundengruppe in die Hauptrunde ein. Das erste Spiel in der Hauptrunde war ein klarer Sieg über Polen und auch das folgende Spiel gegen die langjährigen Konkurrenten aus Ungarn – auch sie starteten mit fünf Spielerinnen der Olympischen Jugendspiele, Rebeka Benzsay, Csenge Braun, Gréta Hadfi, Réka Király und Gabriella Landi – wurde gewonnen. Nach dem abschließenden Sieg über Portugal zogen die Niederländerinnen als Zweitplatzierte der Hauptrunde hinter Kroatien in die Viertelfinalspiele ein, wo sie auf den amtierenden Weltmeister Griechenland trafen, das im Shootout besiegt wurde. Im Halbfinale kam es einmal mehr zum Duell mit Ungarn, das in zwei Sätzen verloren wurde. Im abschließenden Spiel um die Bronzemedaille wurde Kroatien dieses Mal geschlagen und vor allem im ersten Durchgang fast deklassiert. Mol wurde wieder in allen zehn Spielen eingesetzt und erzielte vier Punkte.

## Erfolge

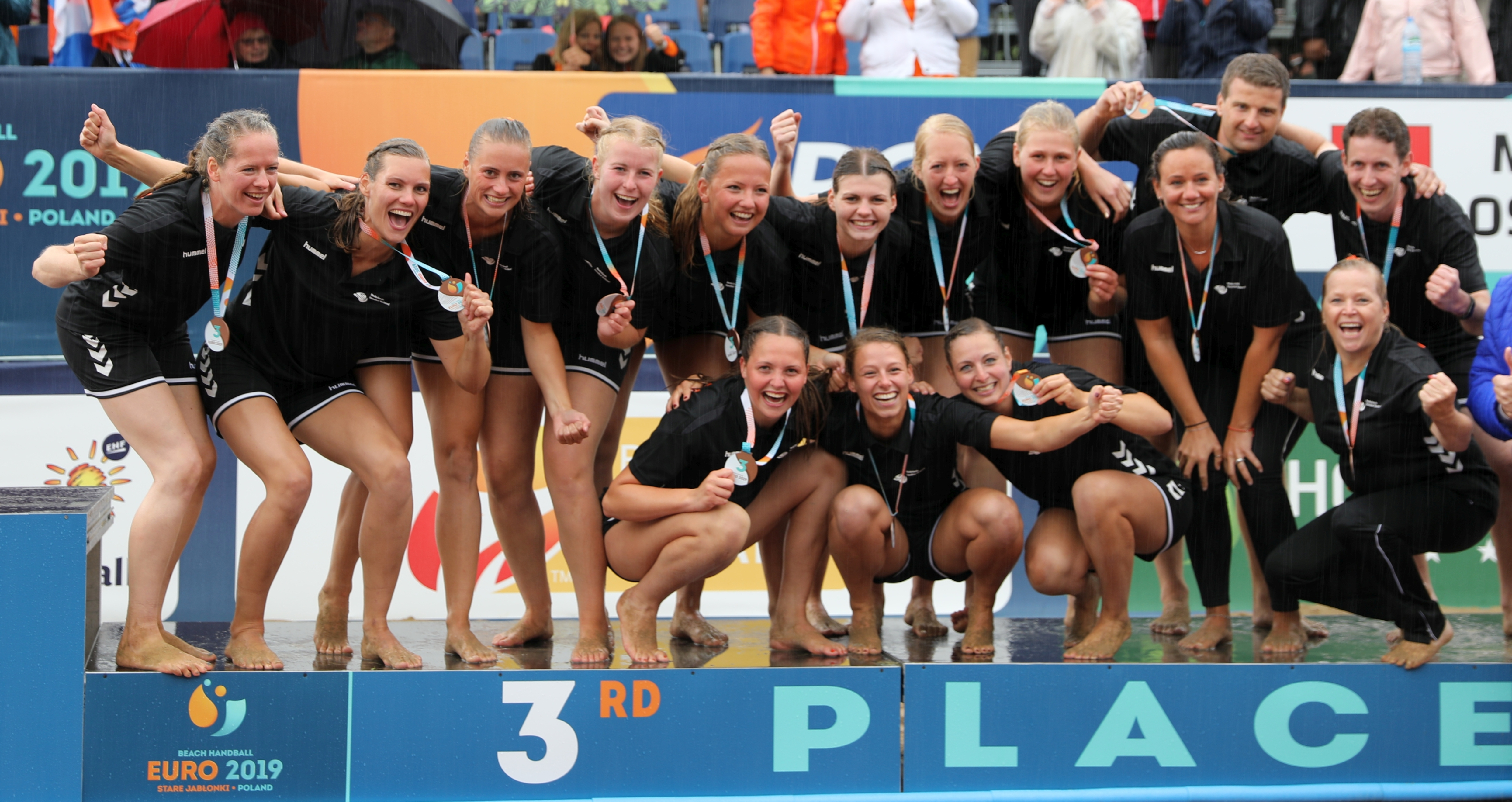
Das niederländische Team mit der Bronzemedaille bei den Europameisterschaften 2019

Europameisterschaften im Beachhandball
- 2019: Bronzemedaille

Niederländische Meisterschaft im Beachhandball
- 2017: Meisterin
- 2018: Meisterin

## Einzelbelege
1. ↑  Team DS1 | Westsite. Abgerufen am 29. Januar 2021 (niederländisch).
2. ↑  European Handball Federation - 2015 Women's ECh Beach Handball / Final Tournament. Abgerufen am 17. November 2020 (englisch).
3. ↑  European Handball Federation - 2017 Women's ECh Beach Handball / Final Tournament. Abgerufen am 12. Dezember 2020 (englisch).
Europsko prvenstvo u rukometu na pijesku - rezultati. Abgerufen am 12. Dezember 2020.
4. ↑  Claudia ter Wal verovert bronzen medaille op het EK | Handbalvereniging PCA Kwiek. Ehemals im Original (nicht mehr online verfügbar); abgerufen am 12. Dezember 2020. (Seite nicht mehr abrufbar. Suche in Webarchiven)
5. ↑  Oranje. Abgerufen am 29. Januar 2021 (niederländisch).
6. ↑  European Handball Federation - 2019 Women's ECh Beach Handball / Match Details. Abgerufen am 6. Juli 2020 (englisch).
7. ↑  European Handball Federation - 2019 Women's ECh Beach Handball / Match Details. Abgerufen am 6. Juli 2020 (englisch).
8. ↑  European Handball Federation - 2019 Women's ECh Beach Handball / Match Details. Abgerufen am 6. Juli 2020 (englisch).
9. ↑  European Handball Federation - 2019 Women's ECh Beach Handball / Match Details. Abgerufen am 6. Juli 2020 (englisch).

| Personendaten    | Personendaten                     |
| ---------------- | --------------------------------- |
| NAME             | Mol, Rianne                       |
| KURZBESCHREIBUNG | niederländische Handballspielerin |
| GEBURTSDATUM     | 2. Mai 1990                       |
| GEBURTSORT       | Halfweg                           |